# E846
E846 eller Europaväg 846 är en europaväg som går mellan Cosenza och Crotone i södra Italien. Längd 110 km.

## Sträckning
Cosenza - Crotone

## Standard
Vägen är landsväg hela sträckan, ganska bergig och kurvig, särskilt nära Cosenza. 

## Anslutningar till andra europavägar
- E45
- E90